# بربليكستي
بربليكستي أيه آي (بالإنجليزية: Perplexity AI)، أو بربليكستي (بالإنجليزية: Perplexity) هو محرك بحث عبر الويب يستند على نماذج لغوية كبيرة لمعالجة الاستعلامات وتوليف الإجابات استنادًا إلى نتائج البحث على الويب. يتيح بربليكستي باتباع نهج محادثة للمستخدمين قابلية طرح أسئلة متتابعة وتلقي إجابات مدعمة بمصادر موثقة من الإنترنت.
تأسست شركة بربليكستي أيه آي كشركة خاصة عام 2022 على يد أرافيند سرينيفاس، ودينيس ياراتس، وجوني هو، وأندي كونوينسكي. أطلقت الشركة محرك البحث الرئيس الخاص بها في 7 ديسمبر 2022، وقدمت منذ ذلك الحين امتدادًا لمتصفح جوجل كروم وتطبيقًا لنظامي آي أو إس وأندرويد. اعتبارًا من ديسمبر 2024، بلغت قيمة الشركة 9 مليارات دولار أمريكي. يعمل بها حاليًا حوالي 100 موظف، ويقع مقرها الرئيسي في سان فرانسيسكو ضمن ولاية كاليفورنيا في الولايات المتحدة الأمريكية.
تعتمد بربليكستي أيه آي على البنية التحتية لمايكروسوفت أزور، وتستخدم محرك بحث مايكروسوفت بينغ للبحث عن المصادر على شبكة الإنترنت. تستخدم النسخة المجانية والعامة من بربليكستي نموذج اللغة الكبير GPT-3.5 من شركة أوبن أيه آي، بينما يتيح الاشتراك المدفوع (Pro) للمستخدمين الاختيار من بين مجموعة متنوعة من النماذج الأكثر تقدمًا، بالإضافة إلى مزايا أخرى.

## التاريخ

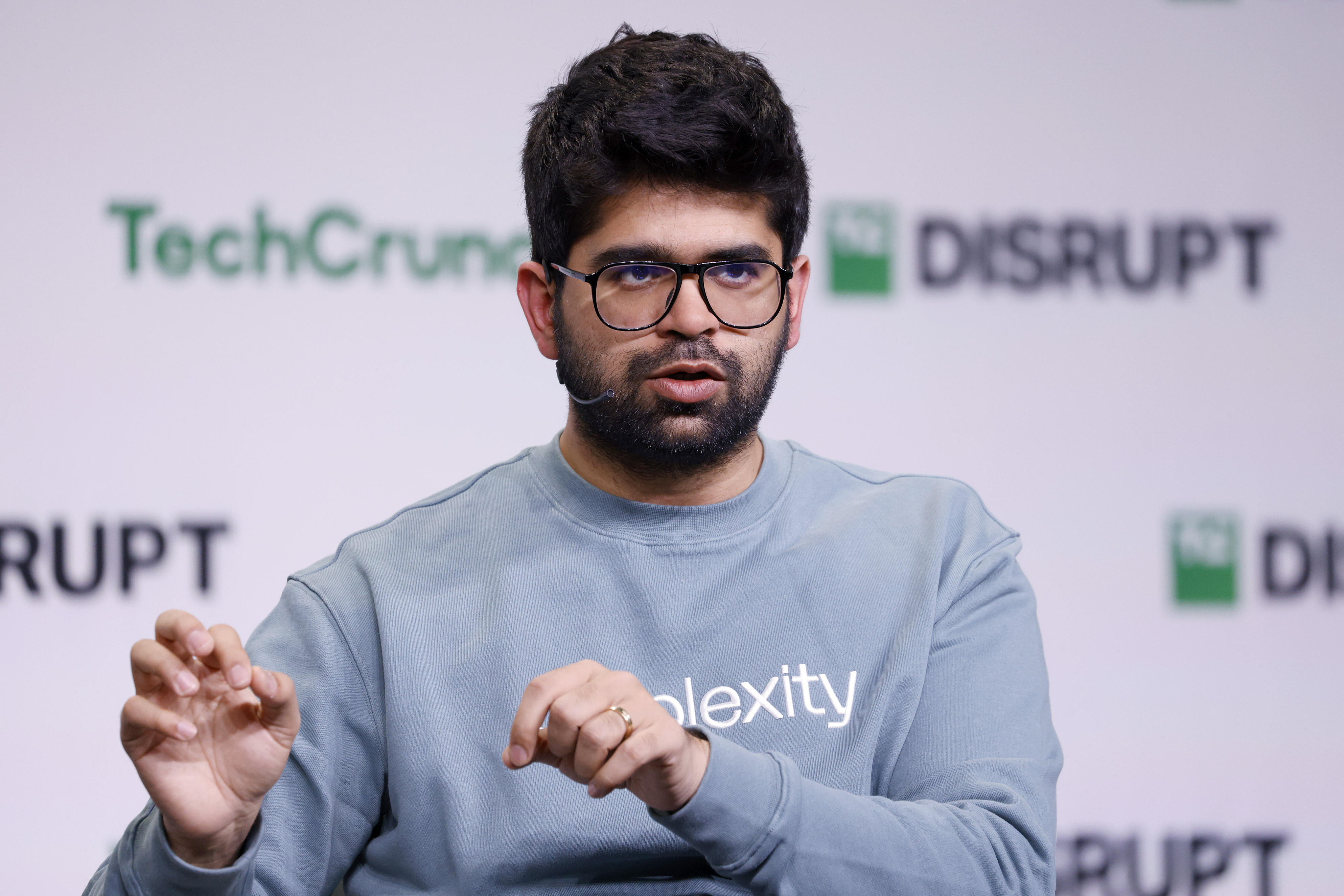
أرافيند سرينيفاس في مؤتمر عام 2024

تأسست بربليكستي أيه آي في أغسطس 2022 على يد أرافيند سرينيفاس، ودينيس ياراتس، وجوني هو، وأندي كونوينسكي، وهم مهندسون ذوو خلفيات في النظم من جهة البرنامج، والذكاء الاصطناعي، وتعلم الآلة.
في فبراير 2023 أعلنت بربليكستي عن استقطابها لمليوني زائر فريد. وبحلول أبريل 2024 كانت الشركة قد جمعت تمويلًا بقيمة 165 مليون دولار، مما رفع قيمتها السوقية إلى أكثر من مليار دولار. واعتبارًا من ديسمبر 2024، أتمت بربليكستي جولة تمويل بقيمة 500 مليون دولار، مما رفع تقييمها إلى 9 مليارات دولار. في يوليو 2024 أعلنت بربليكستي عن إطلاق برنامج جديد للناشرين لمشاركة عائدات الإعلانات مع الشركاء.
في 18 يناير 2025، أي قبل يوم واحد من الحظر الأمريكي المرتقب على تطبيق التواصل الاجتماعي الصيني تيك توك، قدمت بربليكستي اقتراحًا للاندماج مع شركة تيك توك الولايات المتحدة.

## الخدمات

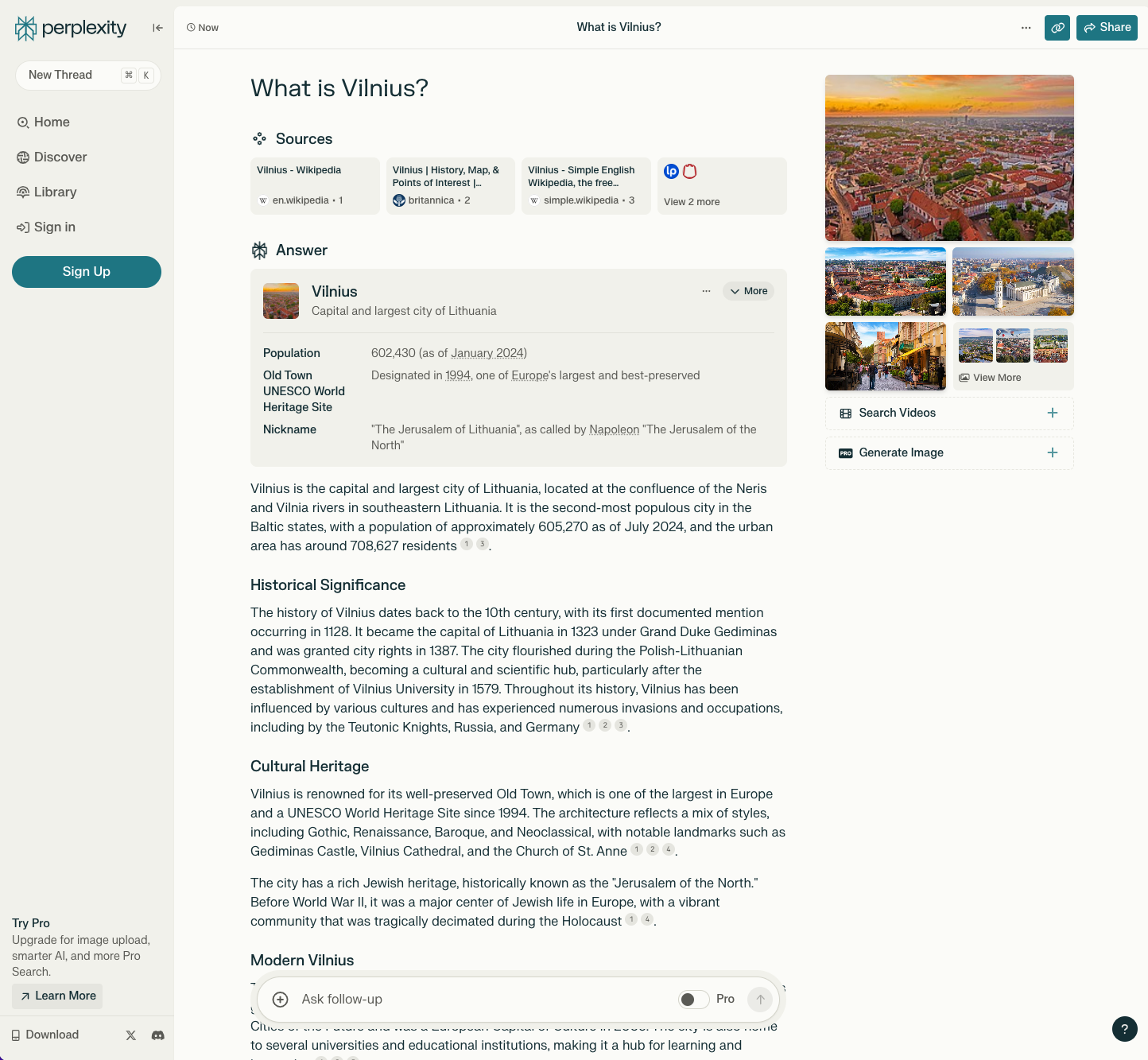
لقطة شاشة لواجهة بربليكستي (2024)

تعمل بربليكستي وفق نموذج مجاني مع خدمات مدفوعة (فريميوم)، وتقدم نسخة مؤسسية مدفوعة.
يستخدم الإصدار المجاني نموذج لغويًا كبيرًا مستقلًا خاصًا بالشركة مبني على GPT-3.5 مع إمكانية التصفح. تلخص بربليكستي نتائج البحث وتنتج نصوصًا مع اقتباسات مضمنة، كما تتيح للمستخدمين استخدام ميزة «الصفحات» لإنشاء صفحات ويب قابلة للتخصيص وعروض بحثية بناءً على طلبات المستخدم.
توفر النسخة المدفوعة (Pro) وصولاً إلى واجهة برمجة التطبيقات حيث يمكن للمستخدمين البحث في الملفات الداخلية ومحتوى الويب معًا. كما تتيح الوصول إلى مجموعة نماذج أوبن أي آي (بما في ذلك OpenAI o3-mini وGPT-4o وGPT-4.5)، وكلود، وجيميناي، ولاما، وديب سيك. يقع مقر الشركة المطورة في سان فرانسيسكو ضمن ولاية كاليفورنيا.

### مركز التسوق
في 18 نوفمبر 2024، أطلقت بربليكستي مركز التسوق الخاص بها لجذب المستخدمين بدعم من شركتي أمازون وإنفيديا. يوفر هذا المركز للمستخدمين بطاقات منتجات تعرض العناصر ذات الصلة استجابةً للأسئلة المطروحة حول التسوق.

### البحث الداخلي
تتيح خاصية البحث الداخلي للمشتركين البحث في محتوى الويب والمستندات الداخلية في آن واحد. يمكن للمستخدمين تحميل ملفات إكسل وورد وPDF وغيرها من تنسيقات الملفات الشائعة، والبحث فيها.

### الخدمات المالية
في أكتوبر 2024 قدمت بربليكستي أيه آي ميزات جديدة متعلقة بالتمويل، بما في ذلك البحث عن أسعار الأسهم وبيانات أرباح الشركات. توفر الأداة مزايا أسعار الأسهم في الوقت الفعلي، وتتبع الأسعار، ومقارنات الأقران في الصناعة، وأدوات التحليل المالي الأساسية.

### مساعد بربليكستي لنظام أندرويد
في يناير 2025، أطلقت بربليكستي «مساعد بربليكستي» (بالإنجليزية: Perplexity Assistant)، وهو أداة مدعمة بالذكاء الاصطناعي مصممة لتعزيز وظائف محرك البحث الخاص بها. المساعد متاح على أجهزة أندرويد ومدمج في تطبيق بربليكستي. يمكنه أداء مهام عبر تطبيقات متعددة، مثل طلب سيارة أجرة أو البحث عن أغنية، وهو قادر على الحفاظ على السياق عبر الإجراءات، مما يسمح بإدارة المهام بشكل أكثر سلاسة.
يعمل مساعد بربليكستي بواسطة محرك البحث الخاص بالشركة، مما يمنحه إمكانية الوصول إلى الويب. هذا يتيح تذكيرات بالأحداث، بما في ذلك العثور على التاريخ والوقت المناسبين وإنشاء إدخالات تقويم مقابلة. المساعد متعدد الوسائط أيضًا، مما يعني أنه يمكنه استخدام كاميرا الهاتف لتقديم إجابات حول محيط المستخدم أو المحتوى المعروض على الشاشة.
في البداية، يتوفر مساعد بربليكستي بشكل مجاني بأكثر من 15 لغة، بما في ذلك الإنجليزية والإسبانية والفرنسية والألمانية واليابانية والبولندية والكورية والهندية. أقرت بربليكستي بأن المساعد لا يزال قيد التطوير وقد لا يعمل دائمًا كما هو متوقع. على سبيل المثال، تتطلب بعض الميزات مثل تلخيص رسائل البريد الإلكتروني غير المقروءة أو أحداث التقويم القادمة أن يمكن المستخدمون حلًا بديلًا يعتمد على إشعارات المحمول.

### متصفح كوميت
في يوليو 2025، أطلقت بربليكستي متصفح وب تحت اسم كوميت Comet، أتيح المتصفح لمشتركي بربلكيستي ماكس ومجموعة محدودة من المدعوين على نظامي ويندوز وماك.

## وصلات خارجية
- الموقع الرسمي